# Cupori
Cupori (vermutlich ein Wortspiel aus dem finnischen Wort für Kupfer, Kupari  und dem Firmensitz Pori) und ist ein finnischer Hersteller von Kupferrohren aus Pori, Finnland. Das Unternehmen beschäftigt 170 Mitarbeiter und erzielt 100 Millionen Euro Umsatz. Im Jahr 2015 wurde jedoch ein Verlust von 2,3 Millionen Euro erzielt.
Cupori gehörte bis 2008 zum Stahlkonzern Outokumpu. 2014 wurde das Unternehmen durch Mirko Kovats erworben.
Im November 2015 übernahm Cupori zwei Standorte des Konkurrenten KME in Frankreich um 6 Millionen Euro und rettete damit 214 Arbeitsplätze. Der Vorteil für Cupori ist, dass KME eine Gießerei besitzt, über die Cupori bislang nicht verfügte.